# Santa Margarida (wulkan)
Santa Margarida (kat. Volcà de Santa Margarida) – wygasły wulkan freatomagmowy na polu wulkanicznym Garrotxa w comarce Garrotxa w regionie Katalonia w prowincji Girona w północnej Hiszpanii. Wznosi się na wysokość 769 m n.p.m.; data ostatniej erupcji nie jest znana. Znajduje się na terenie obszaru chronionego krajobrazu Parc Natural de la Zona Volcànica de la Garrotxa.

## Opis
Santa Margarida leży na polu wulkanicznym Garrotxa w comarce Garrotxa w regionie Katalonia w prowincji Girona w północnej Hiszpanii. Krater wulkanu ma 350 m szerokości a jego głębokość wynosi 70 m. Jest osadzony w skałach eocenu.

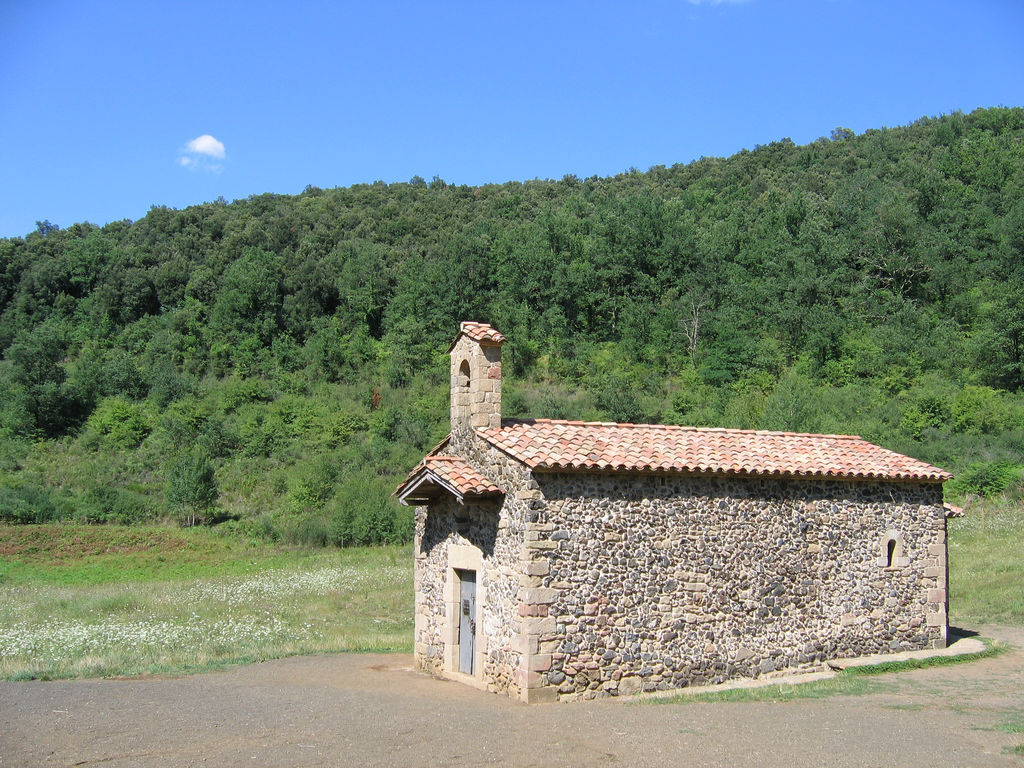
Kaplica Santa Margarida de la Cot na dnie krateru wulkanu

Santa Margarida powstała wraz z wulkanem Croscat w różnych fazach tej samej erupcji. W pierwszej fazie freatomagmowej utworzył się krater Santa Margaridy, a następnie po krótkiej fazie strombolijskiej doszło do erupcji hawajskiej, która zapoczątkowała powstawanie Croscatu i mniejszego stożka La Promenada. Data ostatniej erupcji nie jest znana.
Na dnie krateru znajduje się jednonawowa kaplica – Santa Margarida de la Cot. Wzniesiona w stylu romańskim, została zniszczona podczas trzesień ziemi w latach 1427–1428, odbudowana w 1865 roku i odrestaurowana w XXI w.
Wulkan znajduje się na terenie parku krajobrazowego Parc Natural de la Zona Volcànica de la Garrotxa.